# Линдуловская роща
Линдуловская роща — государственный природный ботанический заказник. Расположен на территории Выборгского района Ленинградской области вблизи посёлков Рощино и Мухино. Площадь заказника 1003 га. Образован решением Леноблисполкома от 27 марта 1976 года № 145.
Цель заказника — сохранение старейшего в России и Европе искусственного насаждения лиственницы сибирской (лат. Larix sibirica Ledeb), находящейся за пределами своего ареала в долине реки Рощинка. Прежнее название этой реки — Линтуловка, отсюда и название рощи. Начало роще было положено в 1738 году по ранее изданному указу Петра I, когда на месте бывшей пашни были сделаны первые посевы семян лиственницы, собранных в Архангельской губернии. Подсевы и посадки продолжаются постоянно.
Линдуловская роща входит в состав охраняемого ЮНЕСКО объекта «Исторический центр Санкт-Петербурга и связанные с ним комплексы памятников».

## Этимология
Слово «линдуловская» имеет карельское происхождение и происходит от слова линду, птица.

## Историческая справка
При входе в заказник у ворот на щите дана историческая справка следующего содержания:

Линдуловская лиственничная роща является одной из жемчужин отечественного лесокультурного дела. Это старейшие уникальные культуры лиственницы в России и в Европе. Здесь произрастают лиственницы Сукачева, даурская, сибирская. В течение уже больше 200 лет они являются опытно-учебным объектом многих поколений лесоводов

В 1976 году в роще был введён заповедный режим, а с 1990 года Линдуловская лиственничная роща входит в объект наследия ЮНЕСКО «Исторический центр Санкт-Петербурга и связанные с ним комплексы памятников»
Роща расположена в 3,5 км от станции Рощино, на берегу реки Линдуловки. Кроме лиственницы в роще произрастают сибирский кедр, обыкновенная сосна, ель, пихта, ясень, ольха, дуб, вяз.
В 1738 году Ф. Фокель получает задание найти удобное место для разведения лиственницы в Выборгском уезде, таким местом стал холмистый берег реки Линдуловки. Согласно преданиям это место было выбрано ещё Петром Первым для выращивания корабельного леса для Кронштадтской верфи.
Первый участок 1,9 га старейших культур лиственницы создан в мае 1738 году лесным знателем, форстмейстером её императорского величества Фердинандом Габриелем Фокелем с учениками Иваном Киприяновым, Матвеем Алшанским, Федотом Старостиным, Петром Павловым. Остальные участки лиственничной рощи создавались уже без Фокеля, его учениками.
Роща создавалась в пять этапов:
- 1 этап 1738—1742 гг.
- 2 этап 1740—1773 гг.
- 3 этап 1805—1822 гг.
- 4 этап 1924—1940 гг.
- 5 этап с 1940 года по настоящее время.

Старые культуры сохранились на площади 23,5 га и насчитывают более 4000 деревьев, высотой 38—42 м с диаметром ствола 49—52 см (на высоте груди). А отдельные лиственницы — до 100 см.
Лиственничная роща сильно пострадала от ураганов 1824, 1924, 1925 годов и от военных действий 1939—1945 годов.
Линдуловская лиственничная роща площадью 355 га объявлена заказником с особым режимом охраны.

## Фотогалерея

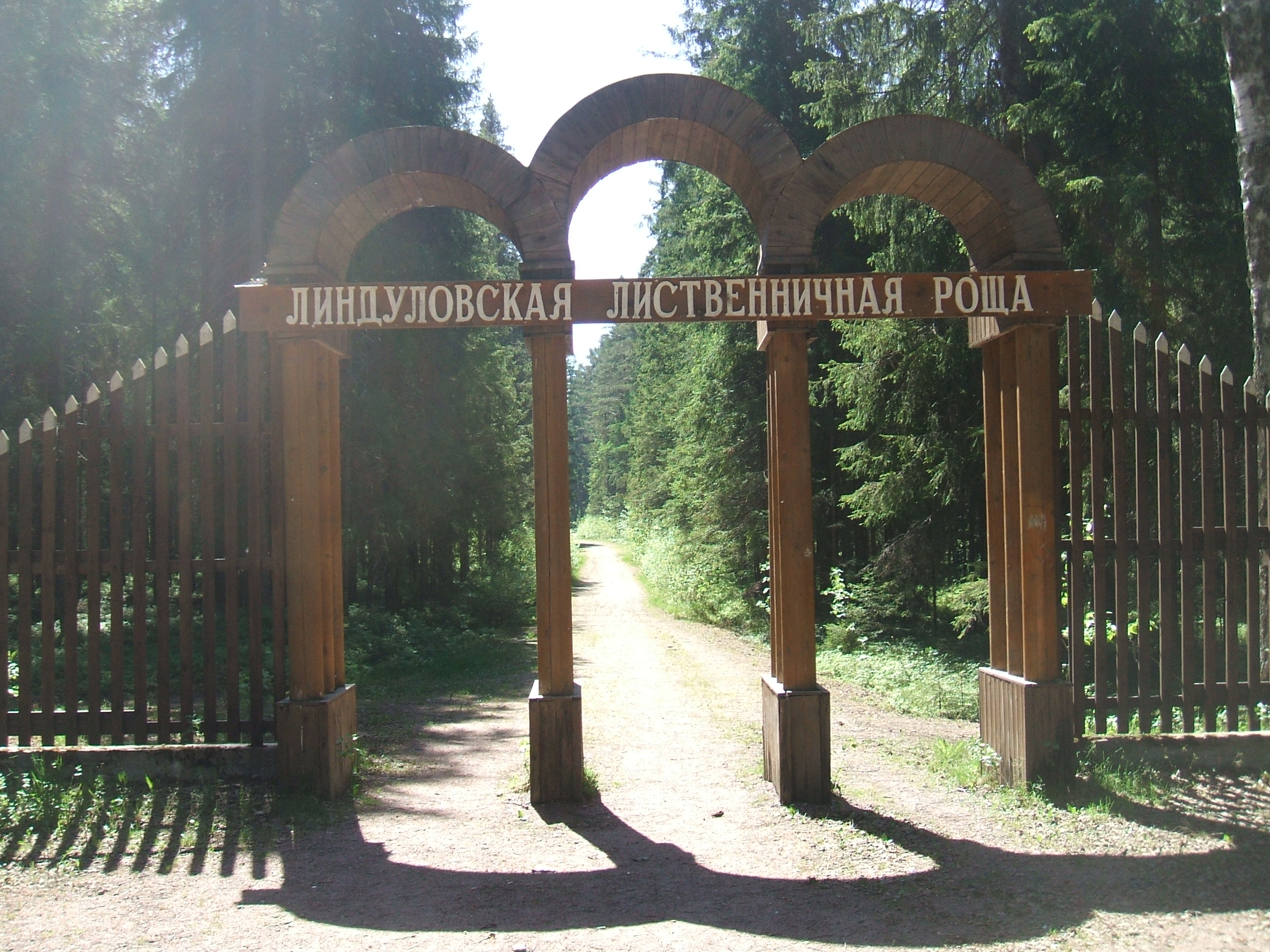
Вход в рощу
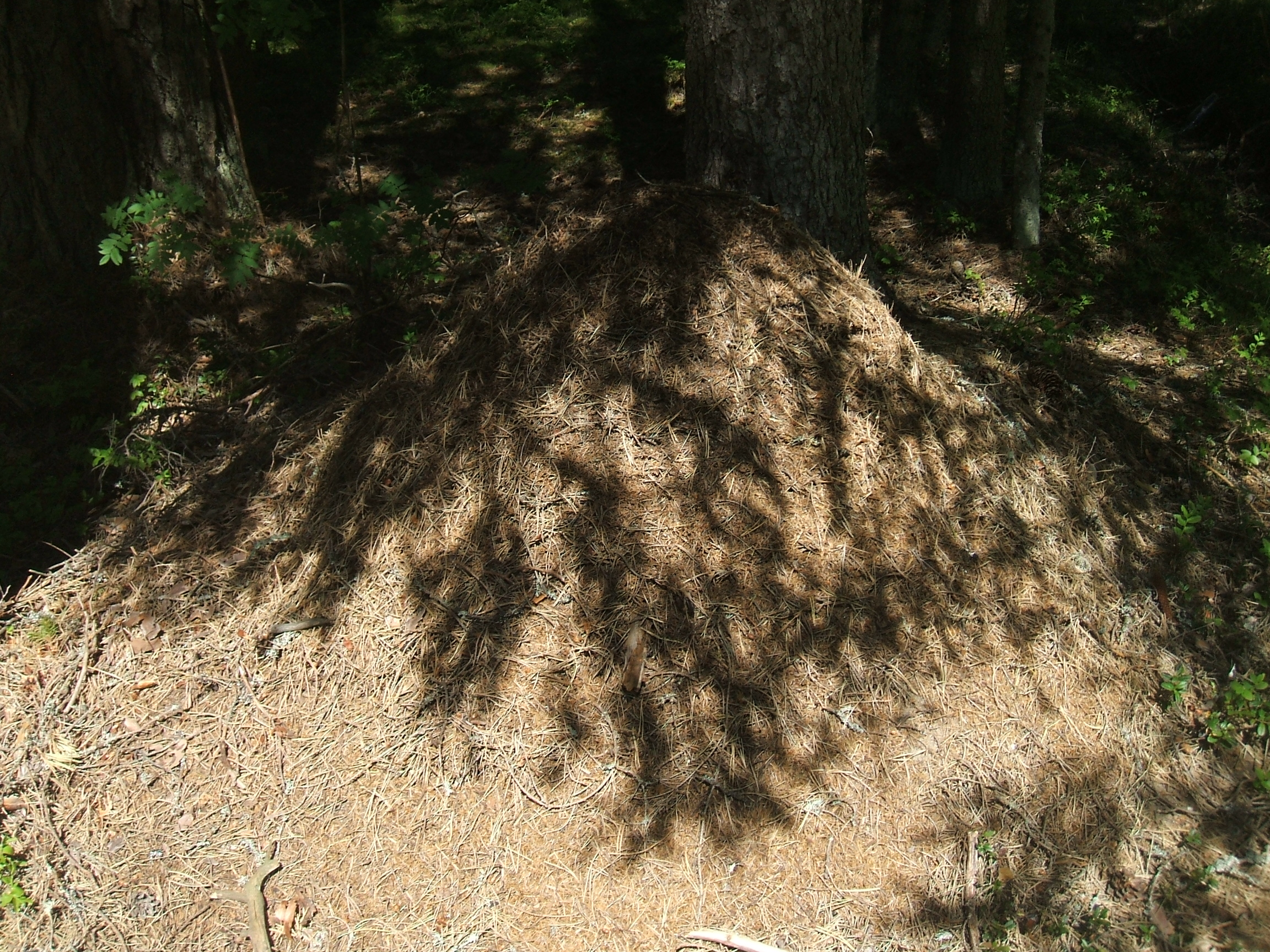
Муравейник
Историческая справка
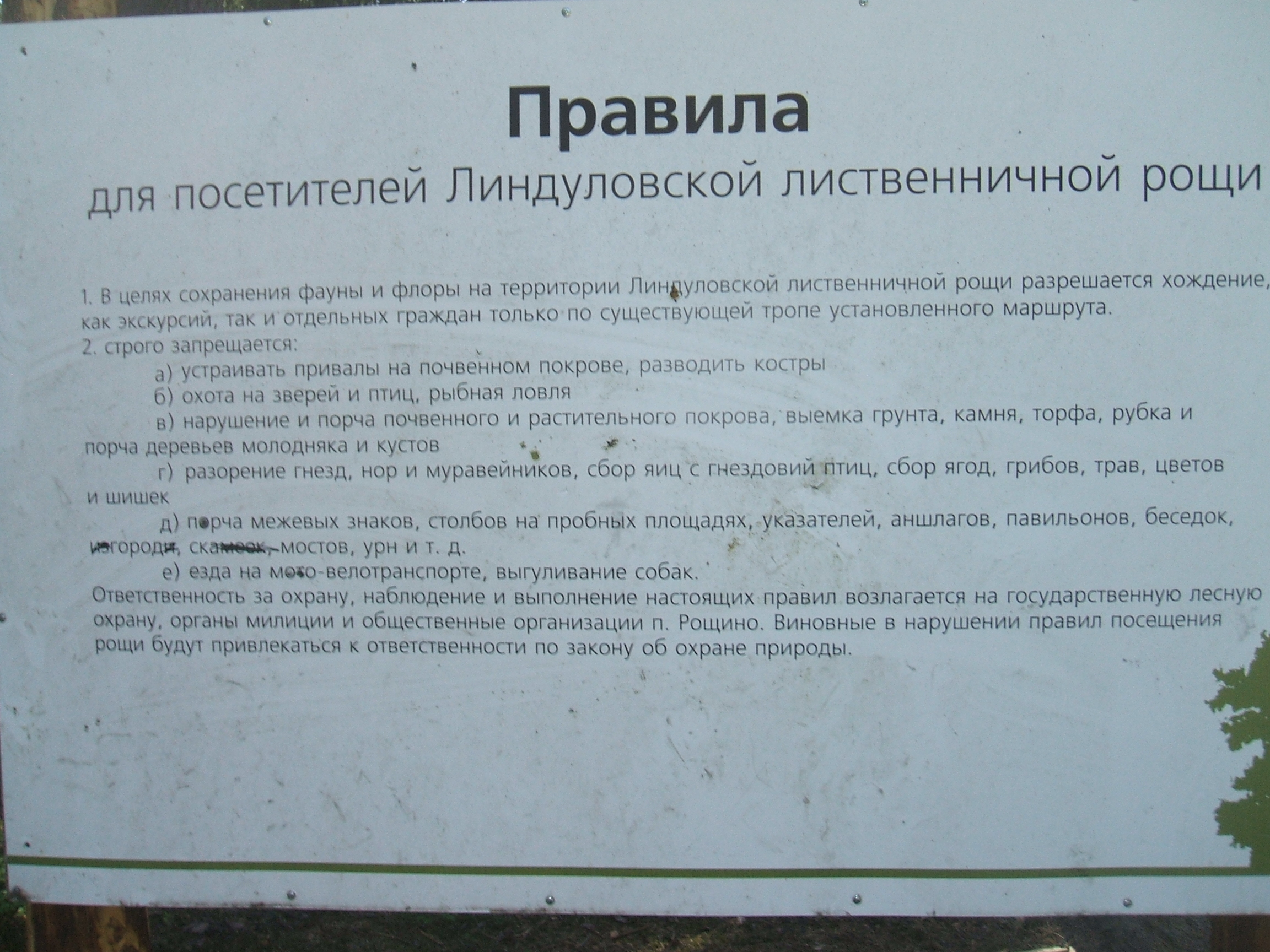
Правила поведения
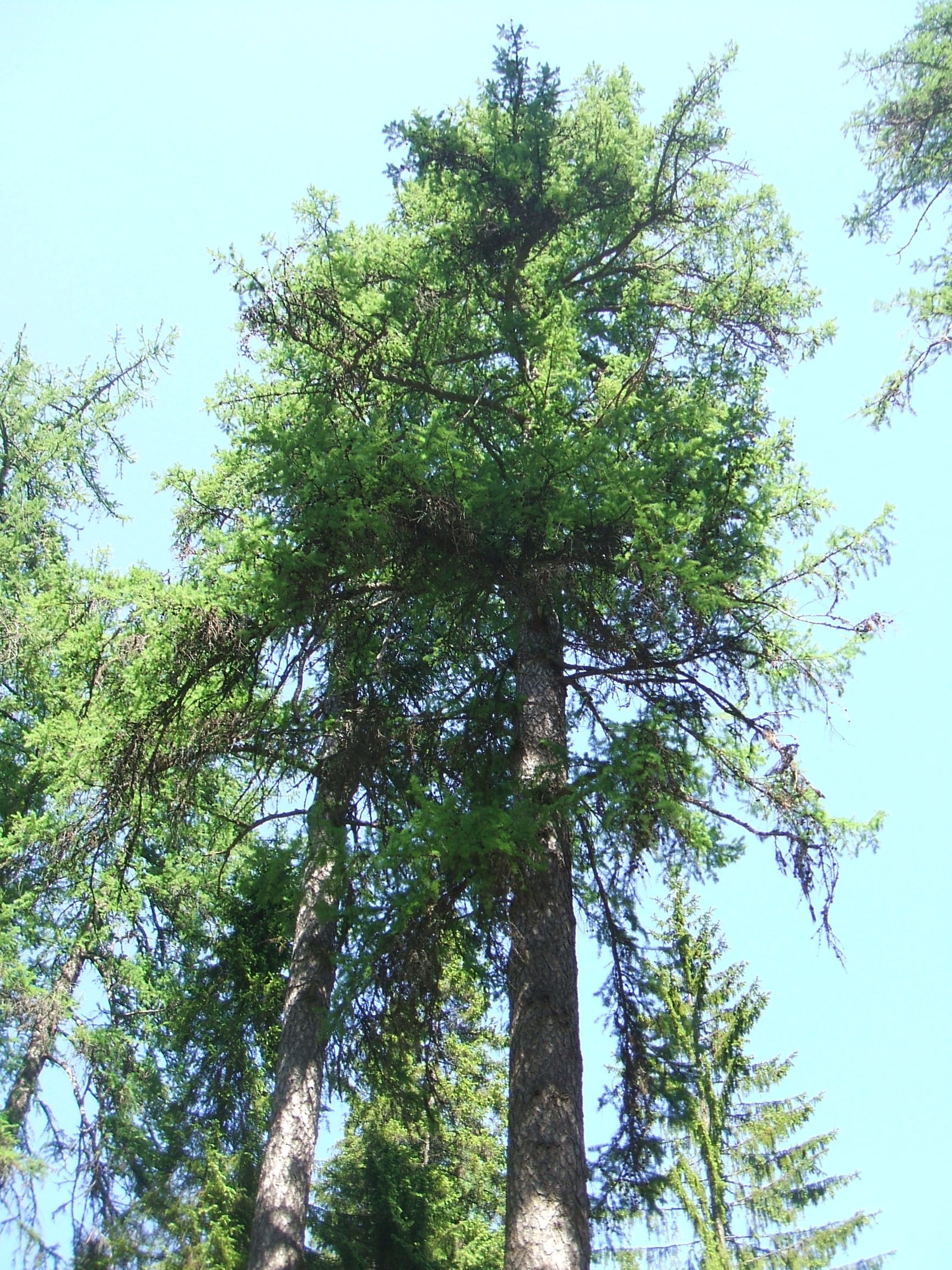
Образцовая лиственница
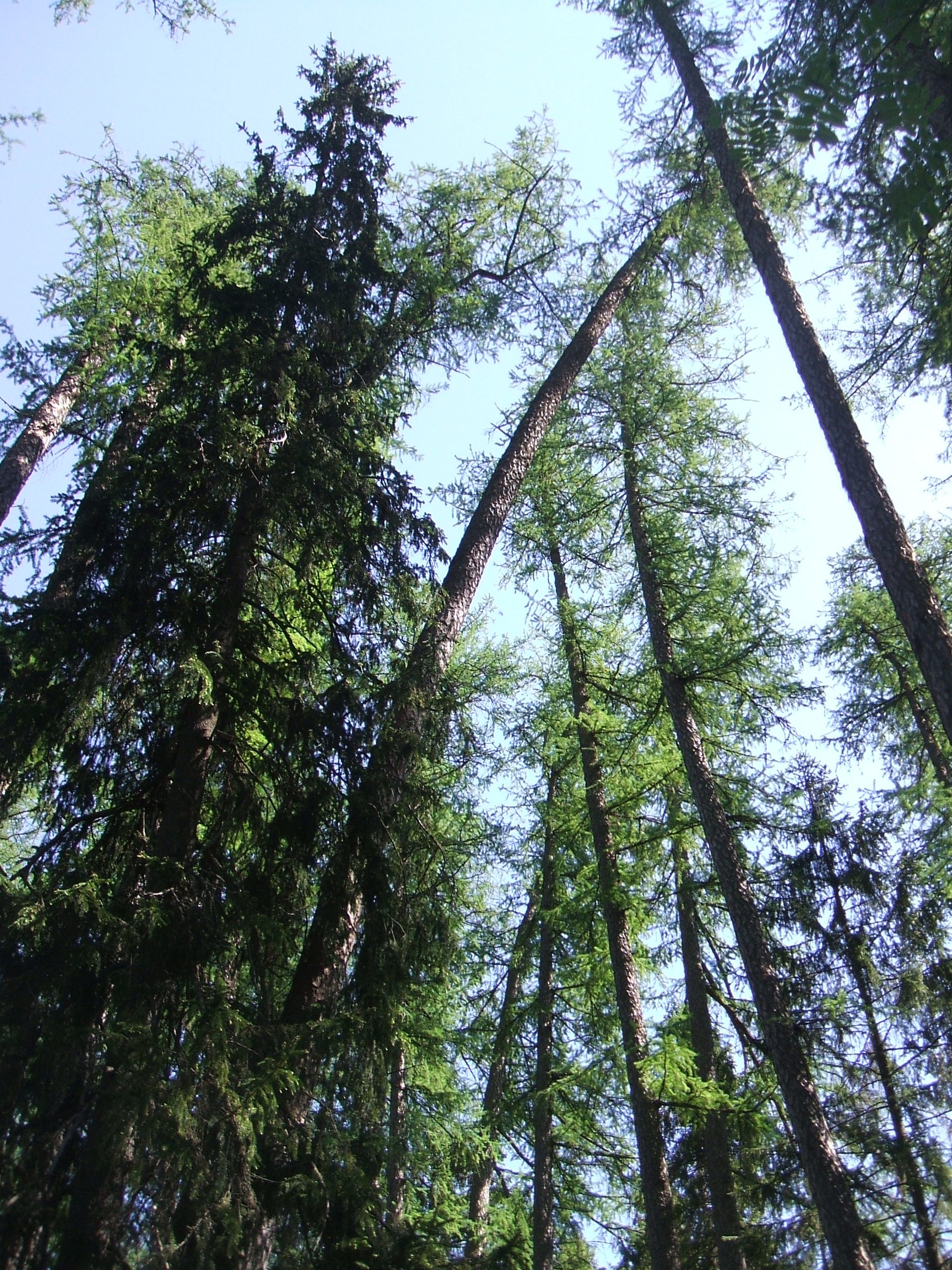
Многовековые лиственницы
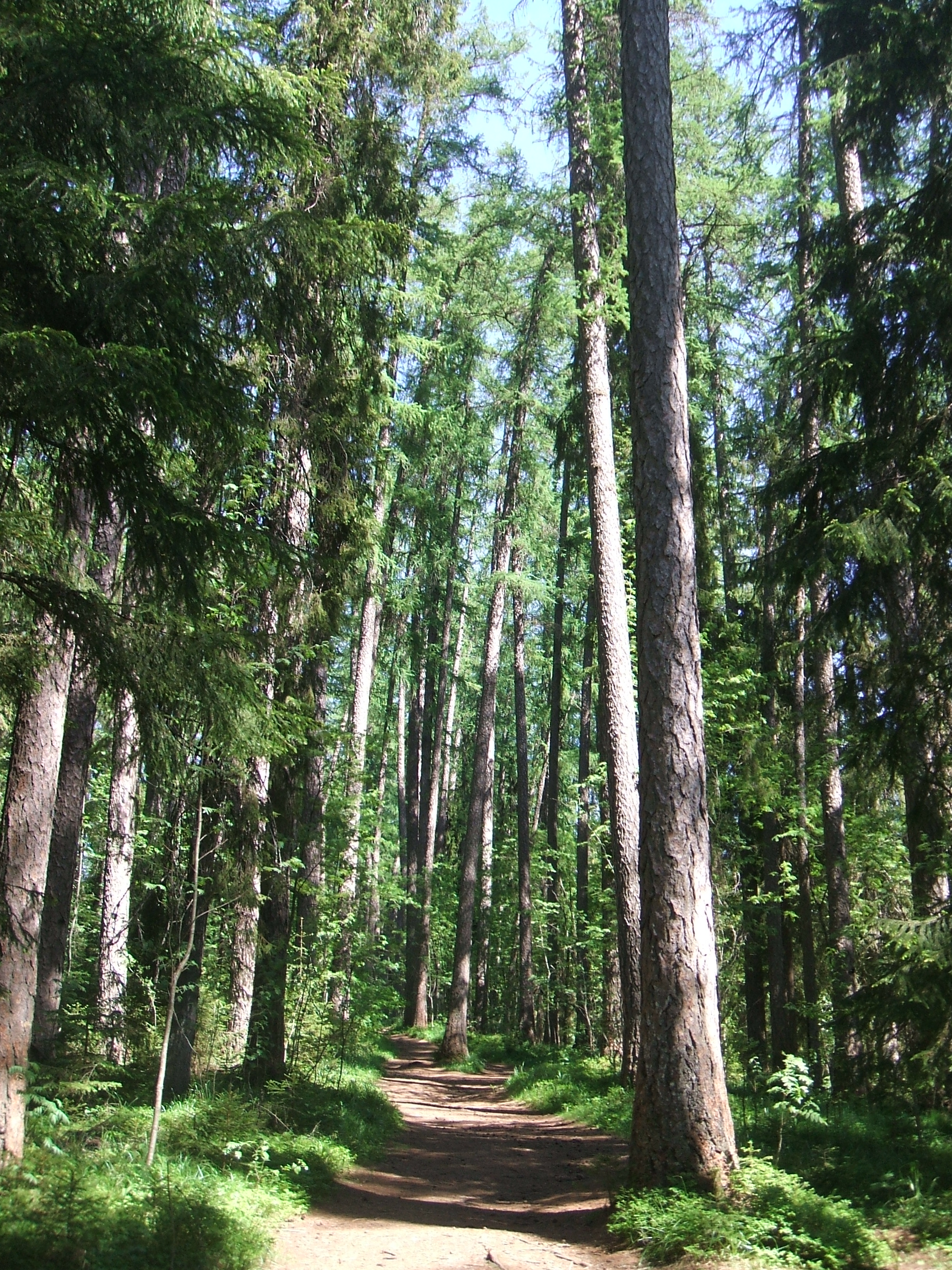
Прогулочная дорожка
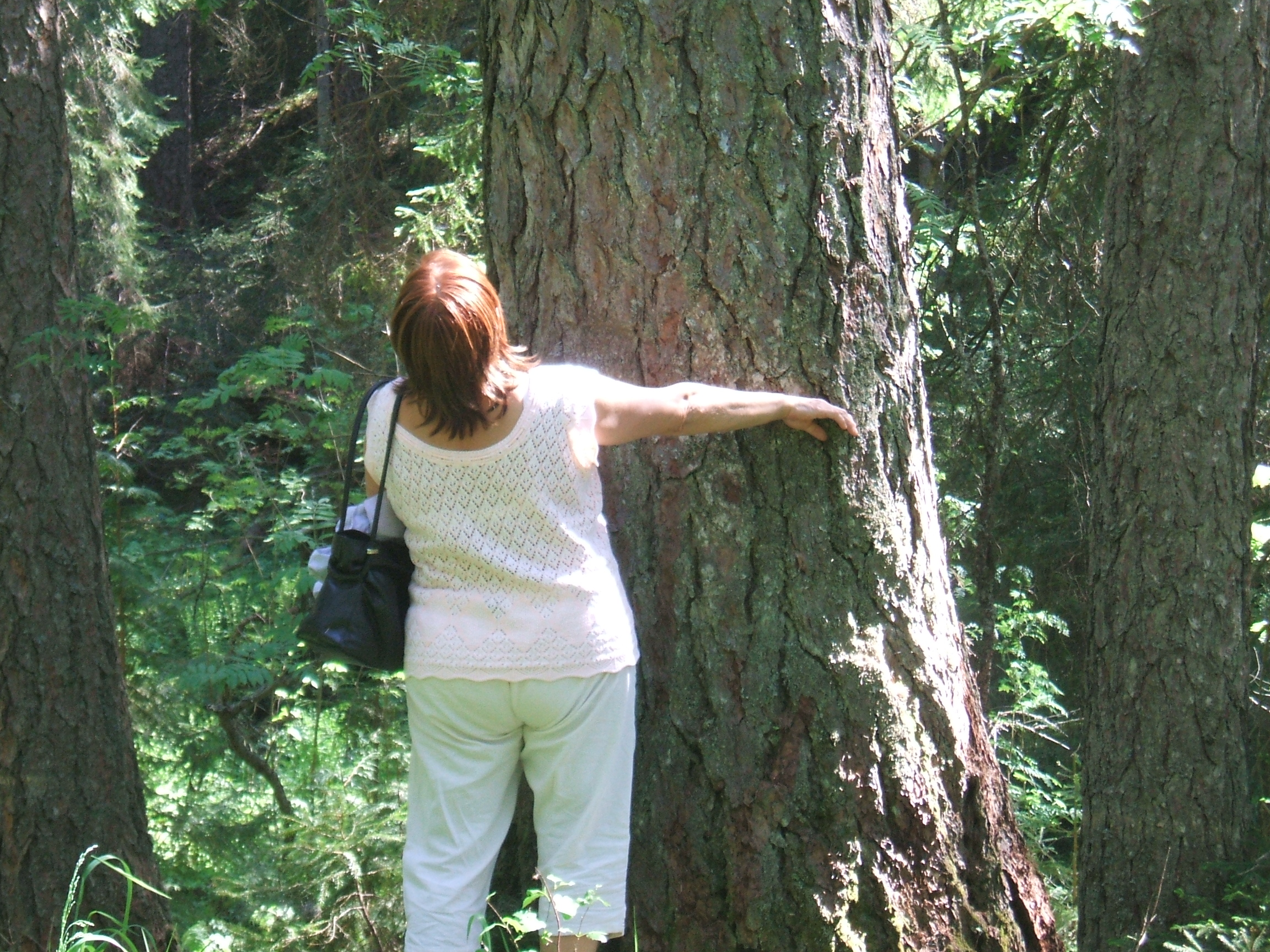
Размер стволов
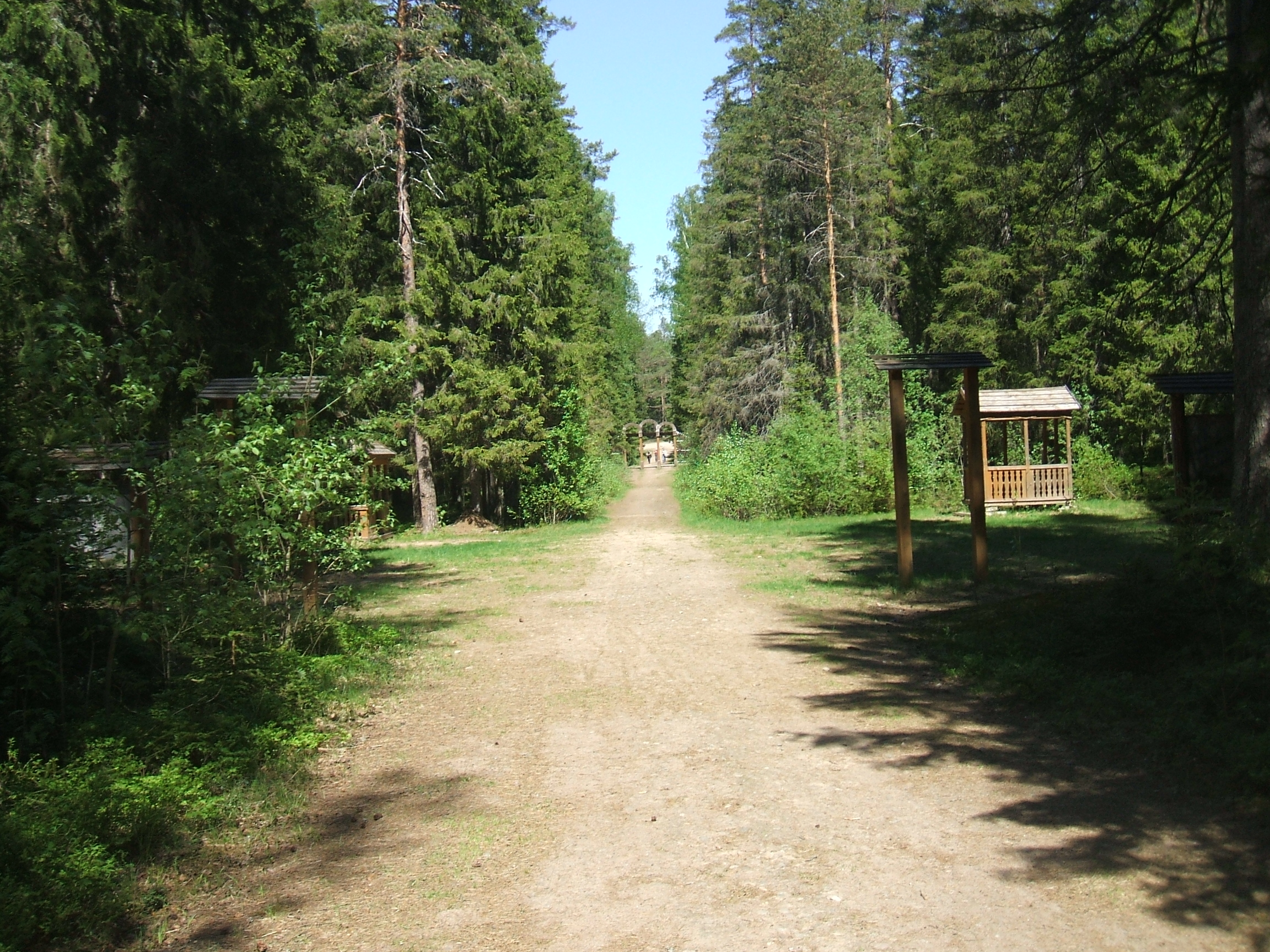
Главная аллея
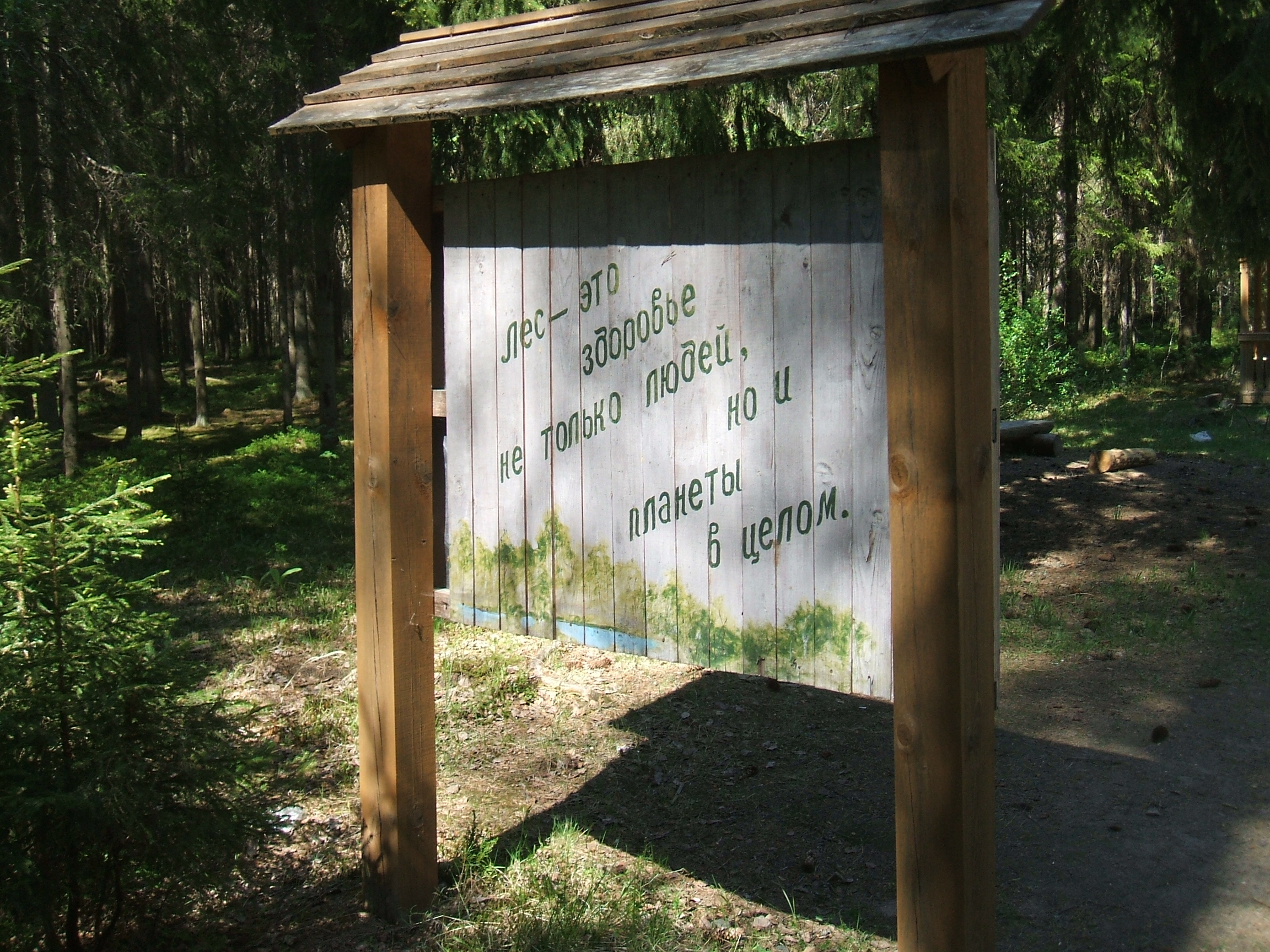
Агитация в заказнике
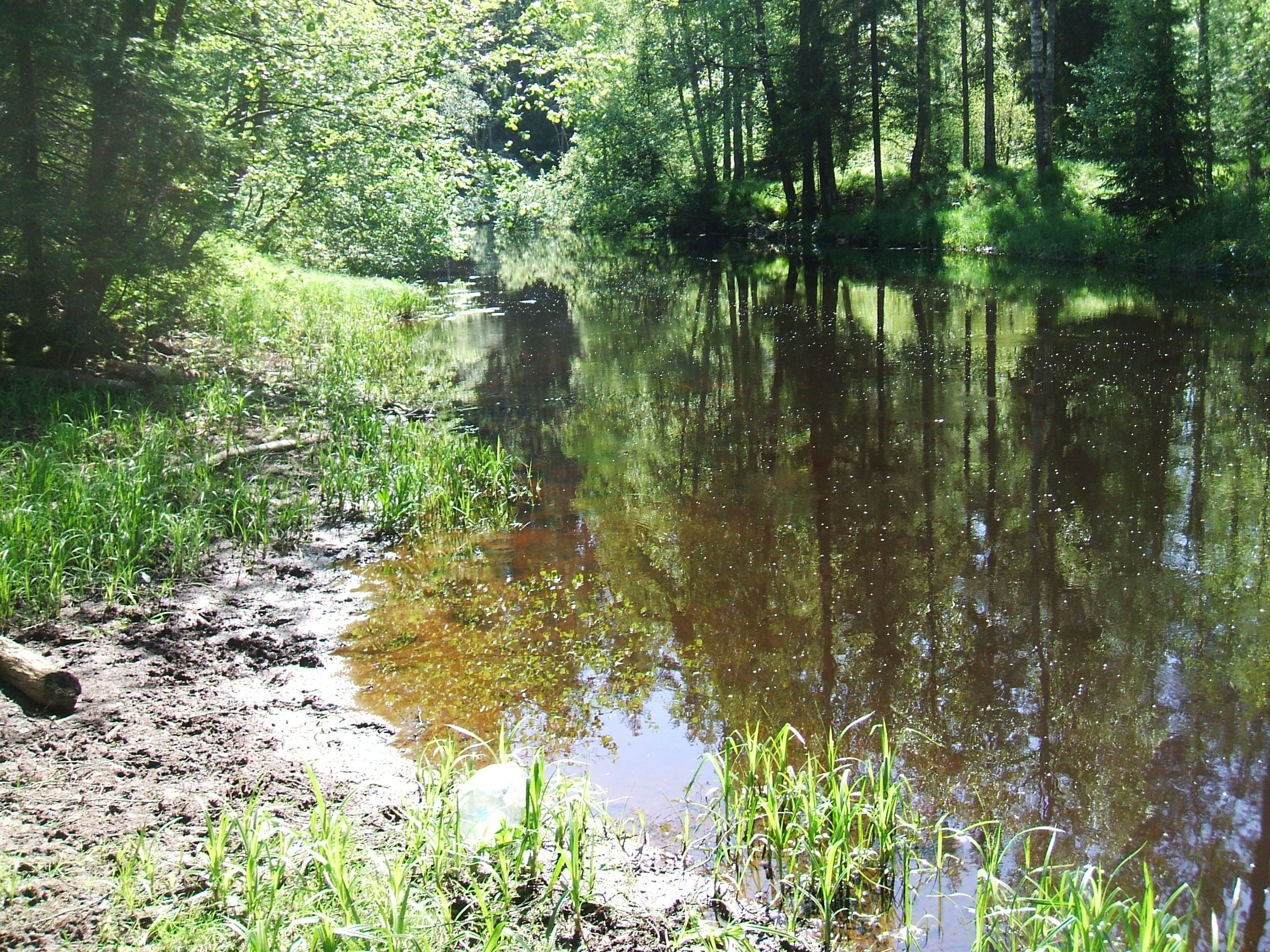
Река Рощинка
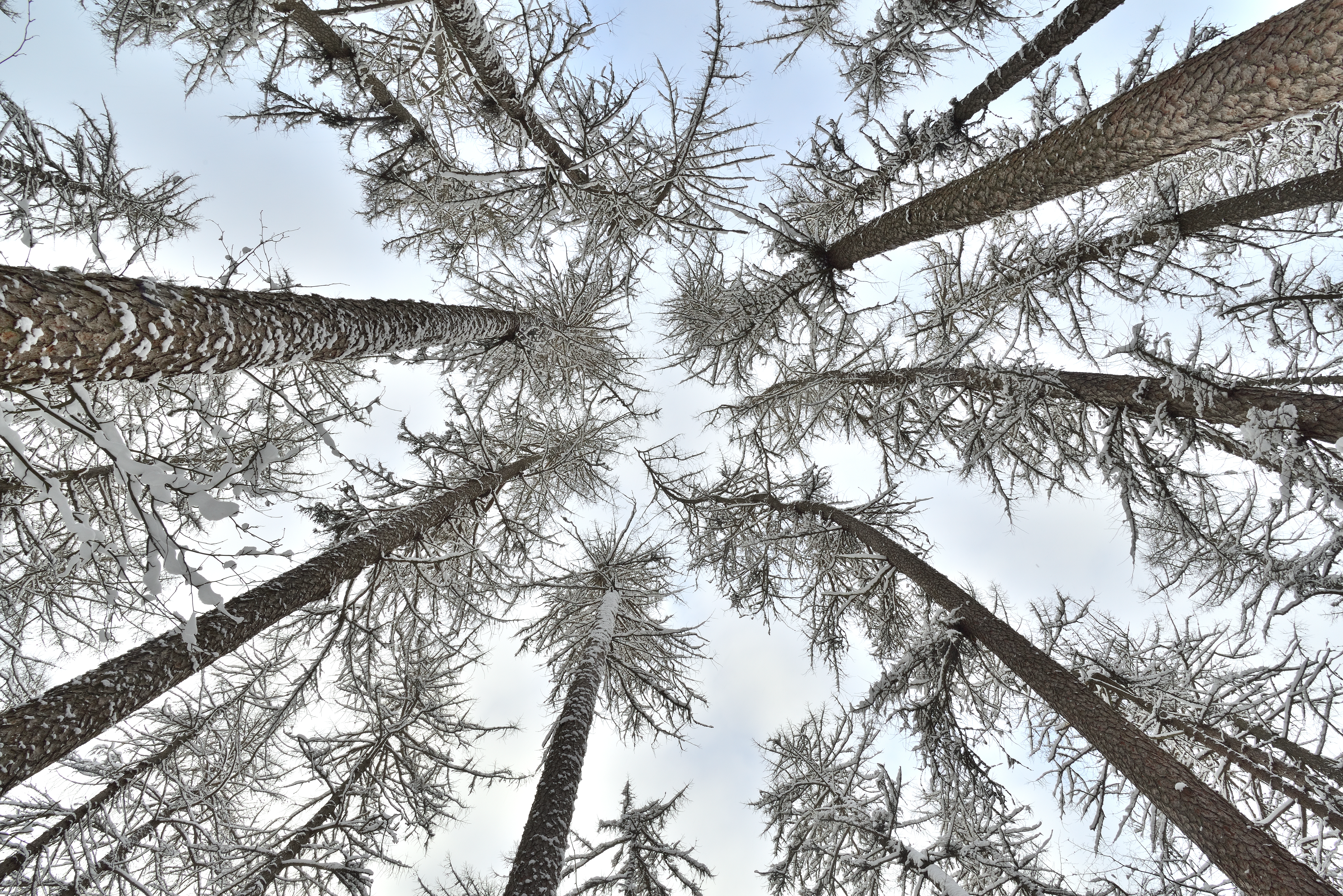
Кроны лиственницы сибирской зимой
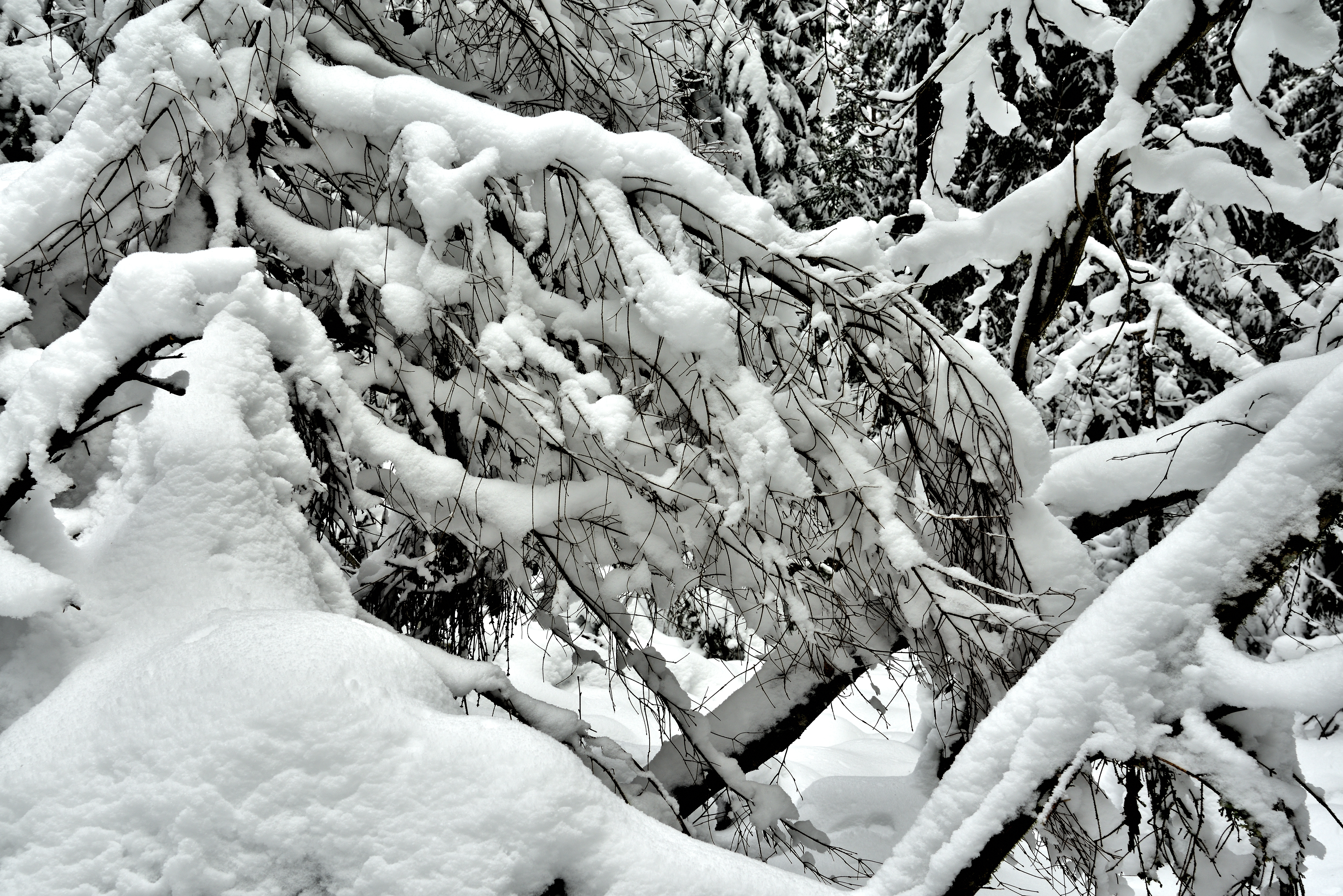
Зимняя лесная чаща
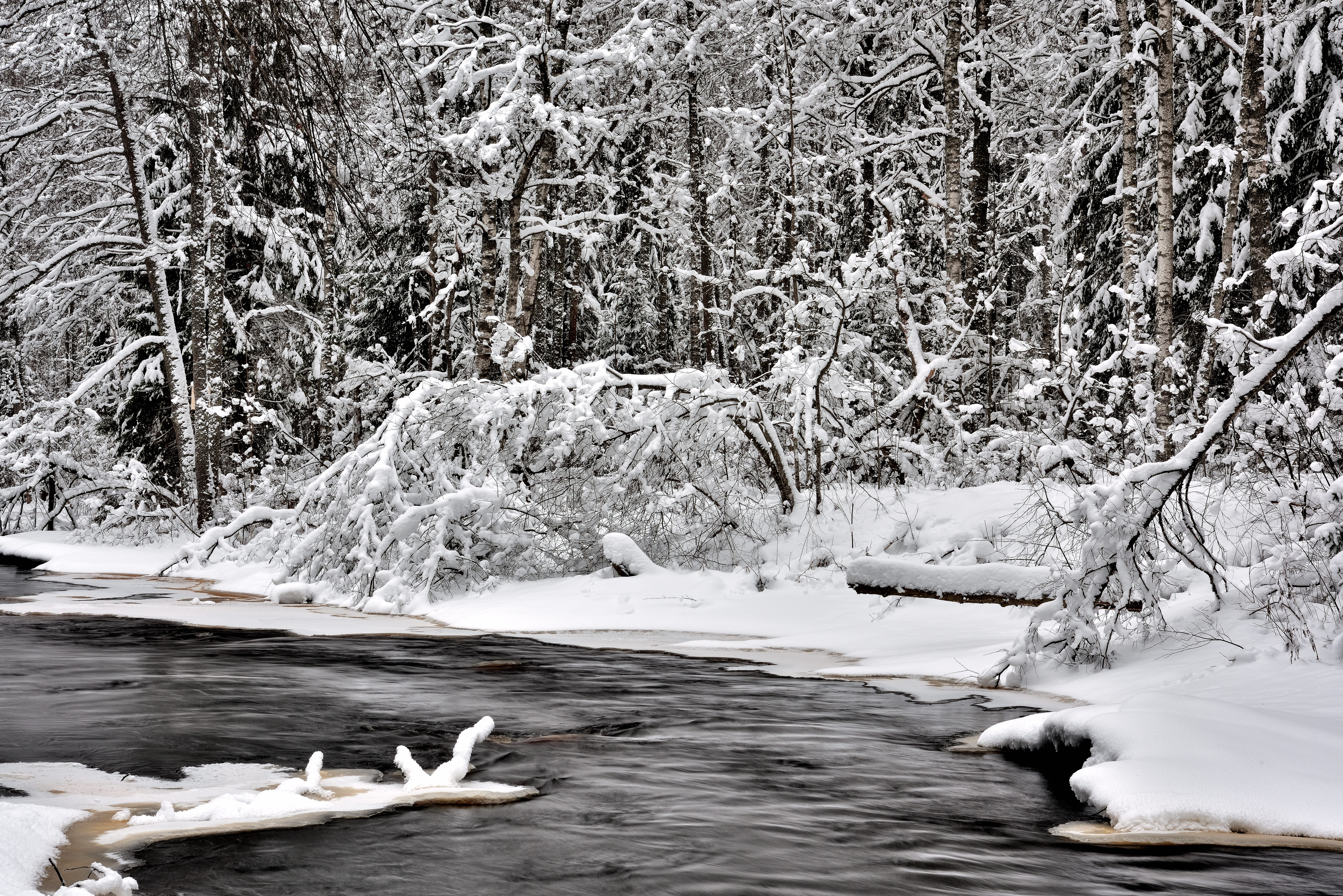
Зимняя Рощинка
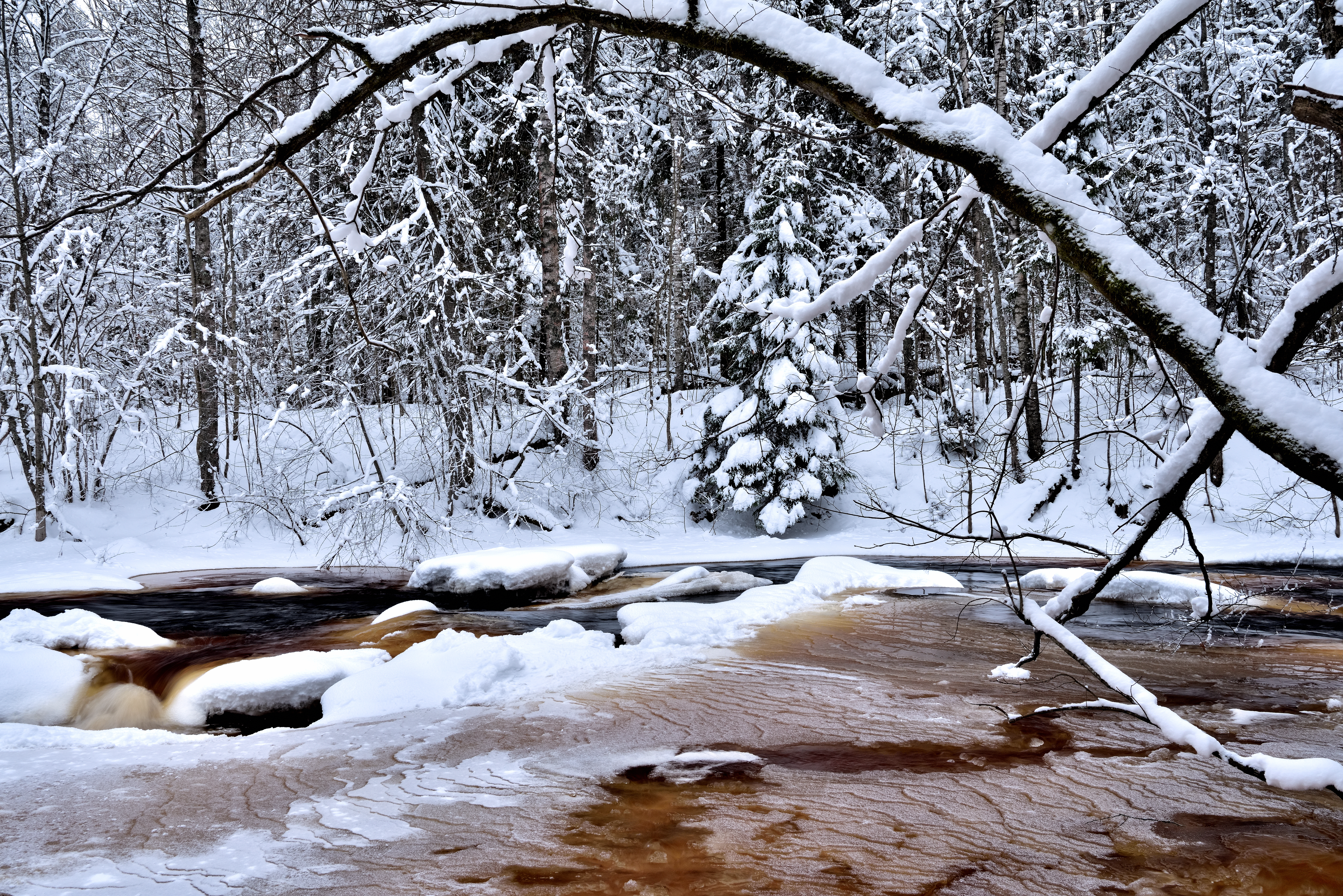
Линдуловская роща и река Рощинка зимой после сильного снегопада
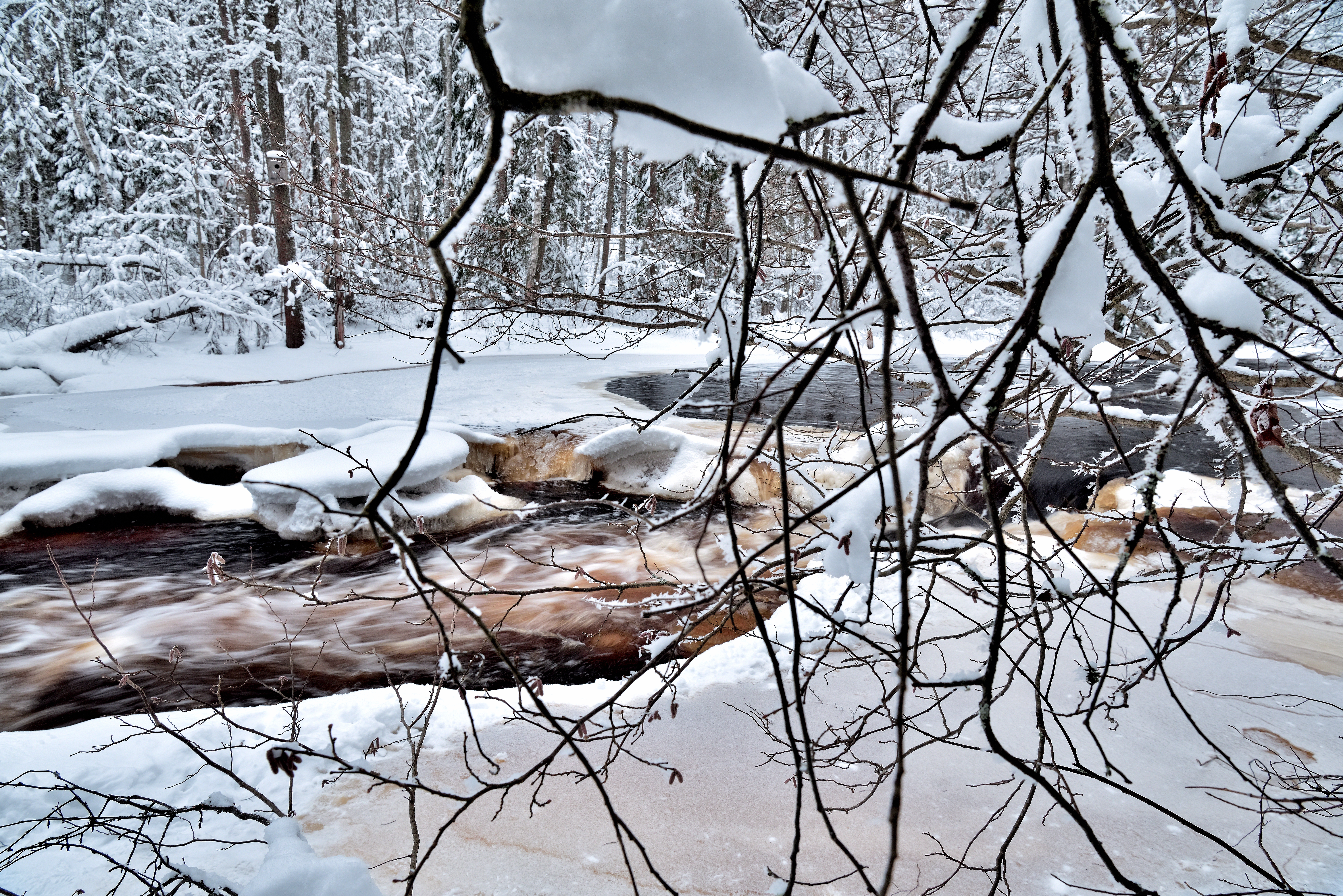
Линдуловская роща и река Рощинка зимой
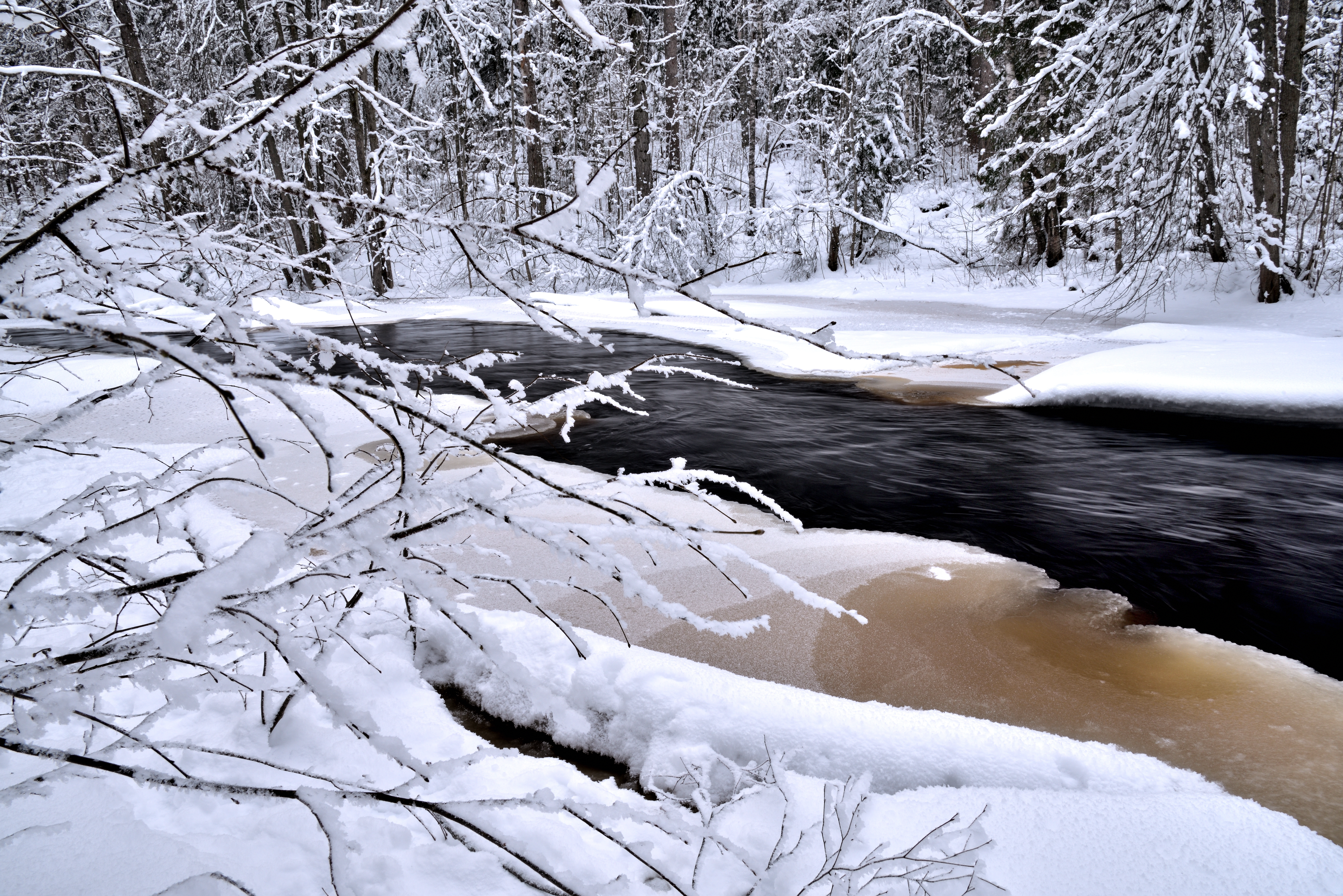
Ветви деревьев в снегу
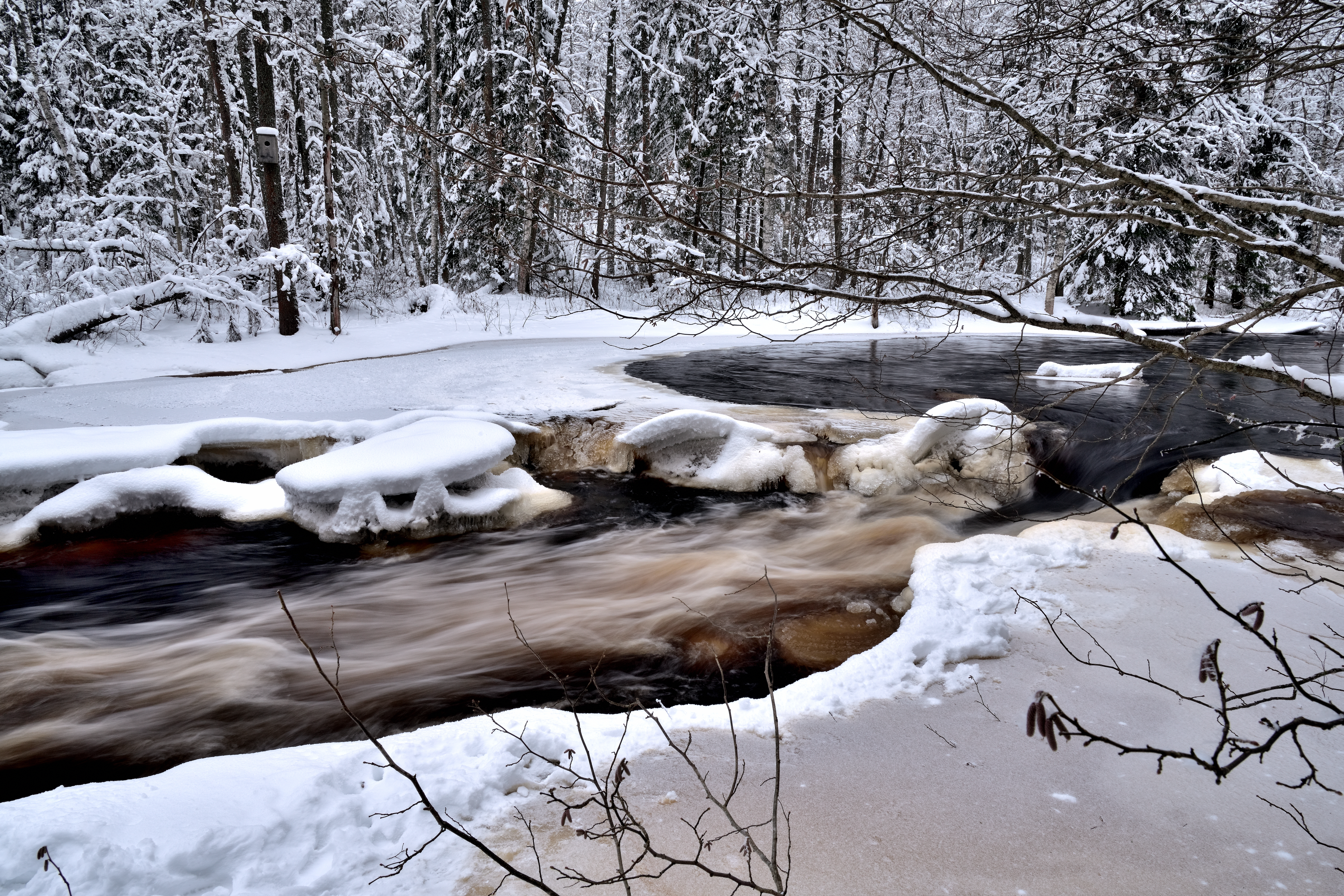
Быстрое течение Рощинки
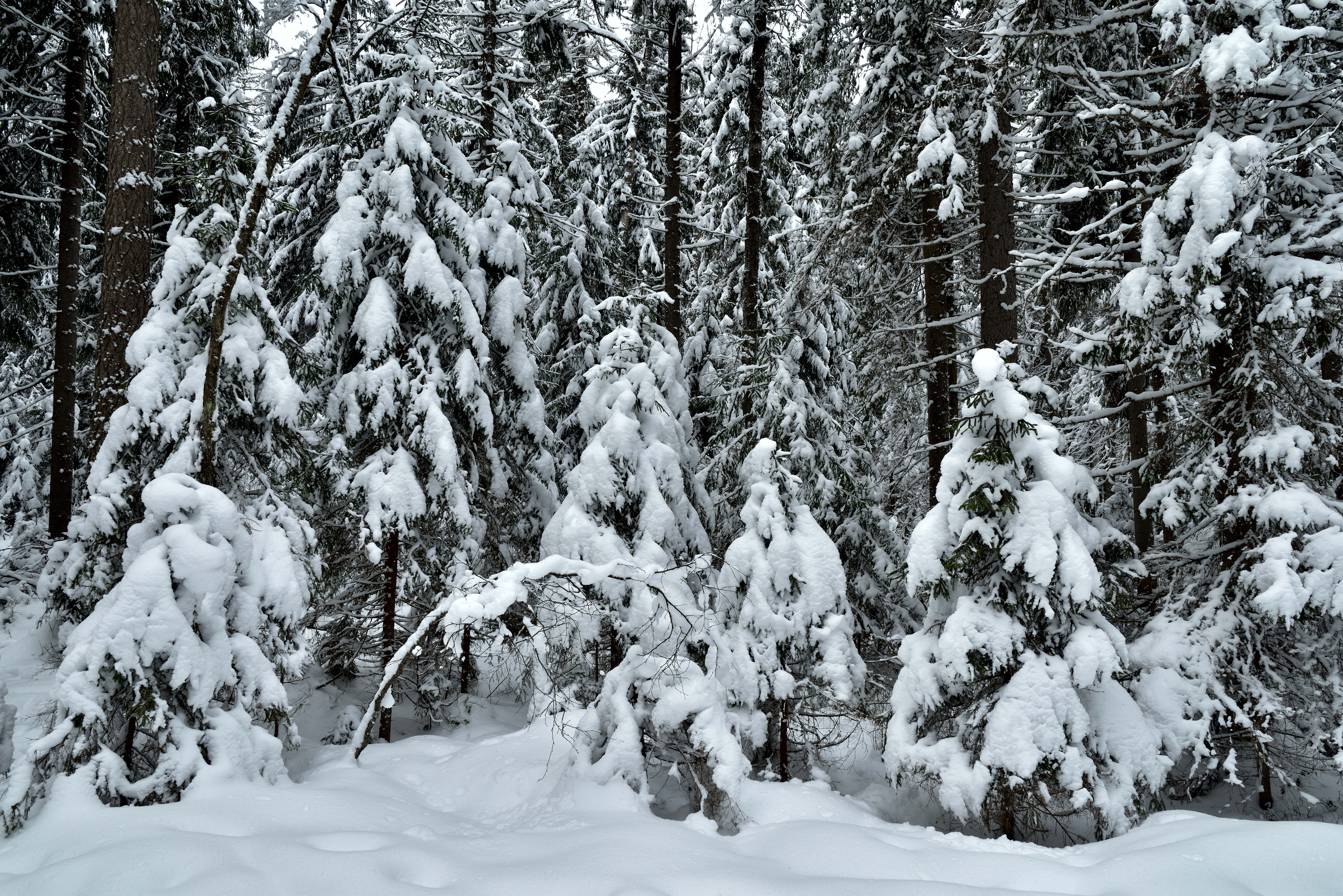
Зимняя лесная сказка
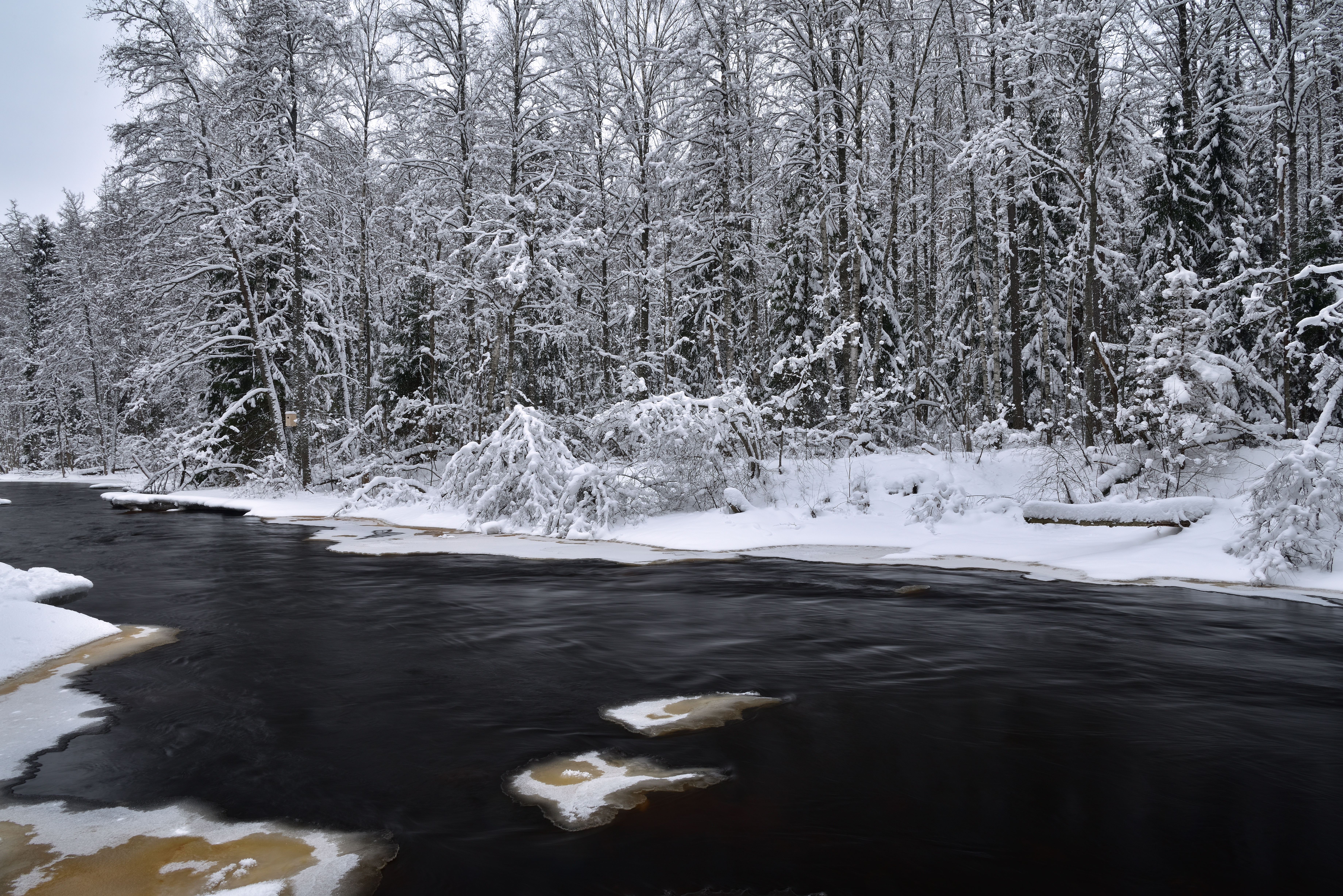
Панорама зимней Рощинки
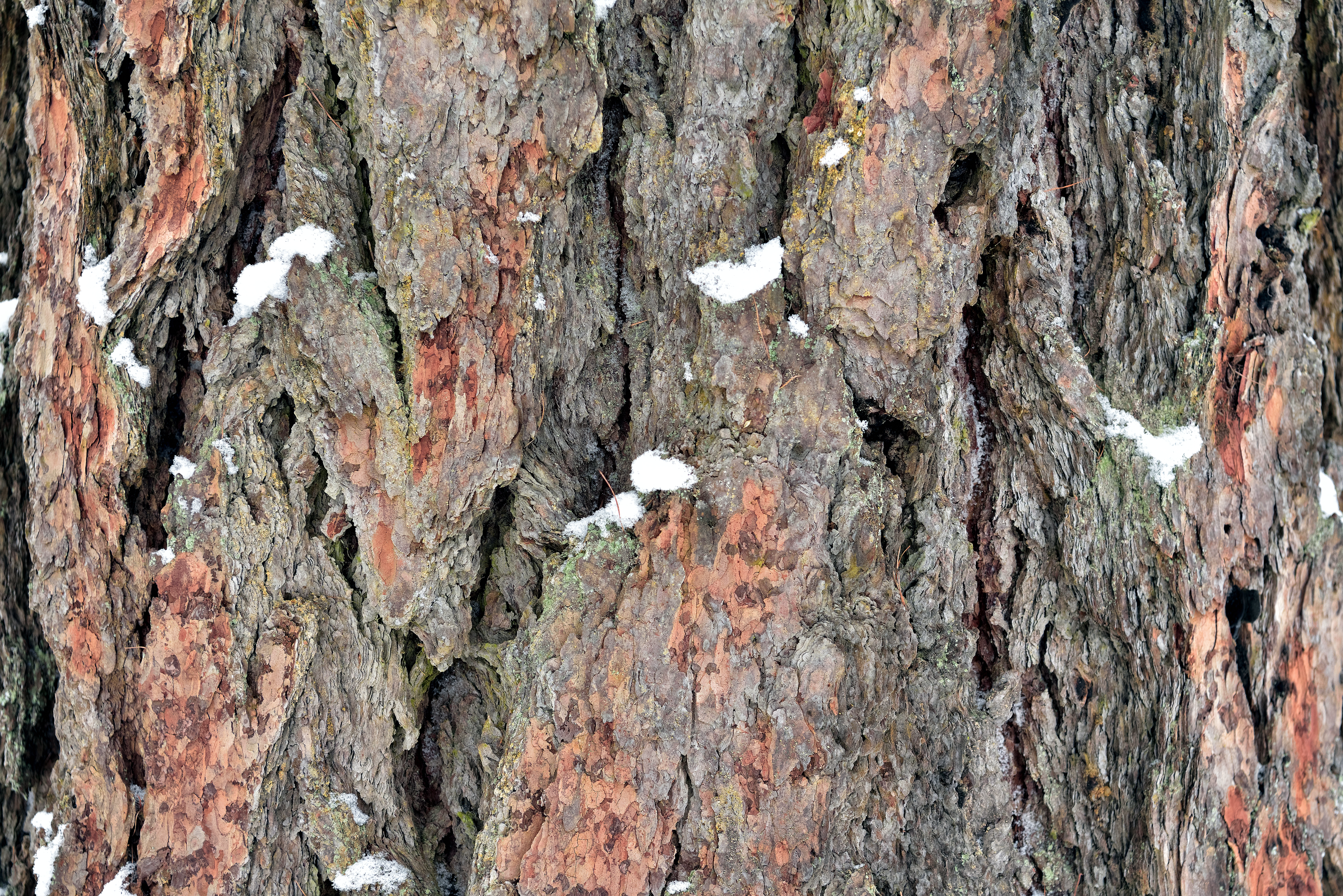
Кора лиственницы сибирской